# Базилевич, Александр Иванович
Алекса́ндр Ива́нович Базиле́вич (1788?—1843) — генерал-майор русской императорской армии, георгиевский кавалер.

## Биография
Происходил из дворян Полтавской губернии
На военной службе с 2 мая 1798 года. С 1809 года — поручик; 25 декабря 1811 года произведён в штабс-капитаны.
В Бородинском сражении был командующим 1-й батарейной роты Лейб-гвардии артиллерийской бригады; 26 августа получил контузию плеча. Был награждён орденом Св. Георгия IV класса.
За отличие в сражении при Бауцене был произведён в полковники; за отличие в битве под Лейпцигом награждён орденом Св. Владимира 4-й степени. Уволен в отпуск 24 мая 1814 года «для излечения раны на один год»; 24 декабря 1815 года был переведён в 13-ю артиллерийскую бригаду.
В 1819 году получил орден Св. Владимира 3-й степени; в 1820 году произведён в генерал-майоры. Уволен в отставку в 1826 году.
В звенигородском уезде владел сельцом Заветово (68 душ); в Тульской губернии (Епифанском и Крапивенском уездах) имел владения, в которых насчитывалось 1600 душ крепостных крестьян.
Умер 24 января (5 февраля) 1843 года. Похоронен на Донском кладбище в Москве.
Жена: Александра Ильинична, урождённая Ефименкова (1799—1843). Их дети: близнецы Александр (1824—1891) и Елена, Николай (1825—?), Зинаида (1826—1861), Иван (1827—?), Лидия (1829—?), Юлия (1830—?), Аглаида Цеэ (1832—1897). 

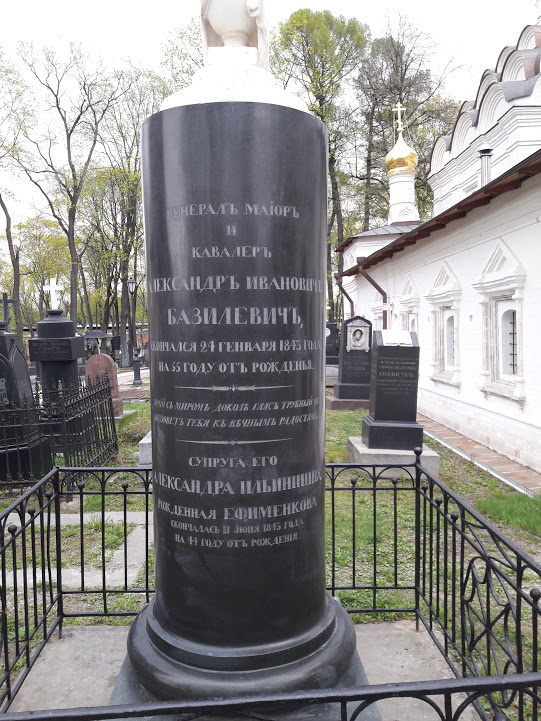
Базилевич, Александр Иванович